# انویدیا تسلا

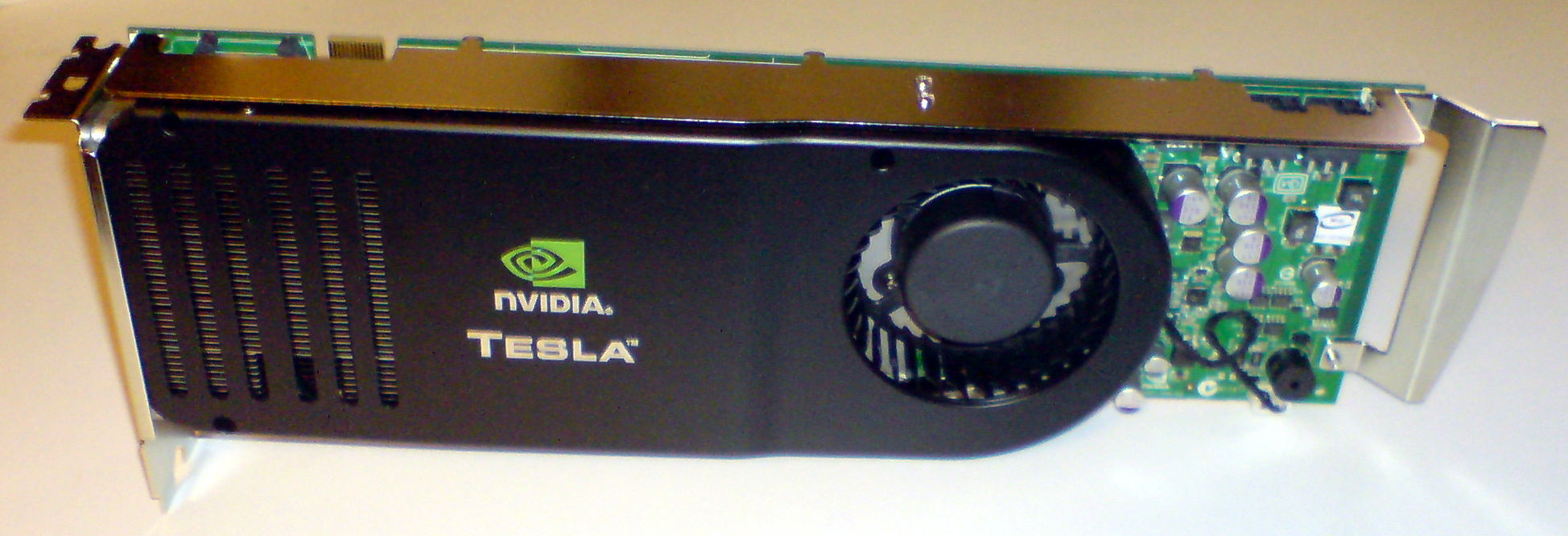
Nvidia Tesla GPU

انویدیا تسلا (انگلیسی: Nvidia Tesla) نام برند انویدیا برای محصولاتی است که به منظور پردازش جریان یا محاسبات همه‌منظوره بر روی واحد پردازش گرافیکی تولید شده‌اند. این محصولات از سری جی۸۰ به بعد استفاده می‌کنند.